# Role Model (пісня)
«Role Model» — сингл американського репера Емінема з його другого альбому The Slim Shady LP, випущений 26 травня 1999 року. Він став помірним хітом в чартах США. Пісню написали та спродюсували сам Емінем, Dr. Dre та Mel-Man. «Role Model» отримав позитивні відгуки від музичних критиків, які високо оцінили пісню, яка найкраще описує те, як його сприймають інші, а також продюсерську роботу Доктора Дре.
Пісня також увійшла до делюкс-видання його компіляції Curtain Call: The Hits.
Музичне відео було знято Доктором Дре та Філіпом Г. Етвеллом. У відео є сцена, де Емінем перетворюється на мультиплікаційного супергероя та нападає на персонажа-курку, який нагадує Фоггорна Леггорна з Looney Tunes. Також у кліпі Емінем жартує над судом щодо О. Джей Сімпсона, де він каже, що друг О. Джей Сімпсона Маркус Аллен і Емінем підставили О. Джея за вбивство, і він каже: «Ми зробили це!» і підбігає до камери та залишає рукавицю, показуючи закривавлені руки.

## Список композицій
CD
| #  | Назва                        | Тривалість |
| -- | ---------------------------- | ---------- |
| 1. | «Role Model» (Radio Version) | 3:22       |
| 2. | «Role Model» (Album Version) | 3:25       |

12" вініл
| #  | Назва                                                   | Тривалість |
| -- | ------------------------------------------------------- | ---------- |
| 1. | «Role Model» (Radio Version)                            | 3:22       |
| 2. | «Role Model» (Album Version)                            | 3:25       |
| 3. | «Role Model» (Instrumental)                             | 3:17       |
| 4. | «Cum on Everybody» (Club Edit)                          | 3:13       |
| 5. | «Cum on Everybody (за участю Dina Rae)» (Album Version) | 3:40       |
| 6. | «'97 Bonnie & Clyde» (Club Edit)                        | 3:49       |

## Чарти
| Чарт (1999)                                        | Пікова позиція |
| -------------------------------------------------- | -------------- |
| США Bubbling Under R&B/Hip-Hop Singles (Billboard) | 11             |